# Karel Turner
Karel Turner slovenski pesnik, tekstopisec, piše v slovenščini in prekmurščini. * 7. februar 1963, Murska Sobota.
Rodil se je očetu Karlu Turnerju st. in materi Jožefi roj. Semenič.
V najstniških letih se je začel ukvarjati s pesništvom. 1984 je prebiral svoje pesmi v mladinski oddaji Letniki 60. 1996 je bil uvrščen v zaključek 23. srečanja mladih pesnikov in pisateljev Slovenije v Kopru. 1998 je izdal prvo pesniško zbirko z naslovom Porcelanasto nebo. 1999 so bile objavljene štiri njegove pesmi na zgoščenki Daleč v uglasbeni poeziji prekmurskih avtorjev.
Kot tekstopisec je napisal nekaj tekstov glasbeni skupini Šarm, nato od 1999 je začel sodelovati z glasbeno skupino Kontrabant.
2006 je postal finalist s pesmijo Tostran okna na pesniškem turnirju Vitez/Vitezinja v Mariboru.
Karel Turner piše tudi v prekmurščini (po domači soboški govorici). 2019 je objavil posebno pesniško zbirko svojih prekmurskih pesmi z naslovom Zacumprani cimper.

## Delo

### Poezija
- Porcelanasto nebo (1998)
- Lebdenje v senci (2002)
- Tostran okna (2008)
- Zacumprani cimper (2019)
- Kjer včeraj danes čaka (2020)
- Jalova leta (2021)
- Odtenki v kalejdoskopu (2022)
- V srcu srce (2022)

### Članki
- Pesmi (Mentor, 1995)
- Odštevanka (Mentor, 1995)
- Bodi (Primorska srečanja, 1997)
- Reka (Delo, 1997)
- Asfaltne pesmi (Mentor, 1997)
- Justini (Primorska srečanja, 1998)
- Očiščenje (Primorska srečanja, 1998)
- Otroci ognja (Primorska srečanja, 2000)
- Pesmi zime in druge (Primorska srečanja, 2001)
- Pesmi (Primorska srečanja, 2003)
- Črnica na krilih (Dialogi, 2003)